# ひとりぼっちじゃない
ひとりぼっちじゃないは、cobaと宮沢和史が「coba & 宮沢和史」の名義で発表したシングル。

## 概要
- この曲は、全国東宝系ロードショーのアニメ映画「劇場版ポケットモンスター 水の都の護神 ラティアスとラティオス」(以下、本編)のエンディングテーマで、本編の音楽を担当するcobaのアルバム「運命のレシピ」の収録曲「most decision」を、本編のエンディングテーマの為に宮沢和史が歌詞を付けた楽曲。本編では映画バージョンが使われているが、歌詞が一部異なっている。

- カップリングには、cobaが「めざせポケモンマスター」を編曲し、「coba & 松本梨香」の名義として、本編のオープニングテーマとなる「めざせポケモンマスター2002」が収録されている。

## 収録曲
1. ひとりぼっちじゃない
  - 作詞・歌：宮沢和史
  - 作曲・編曲・アコーディオン：coba
2. めざせポケモンマスター2002
  - 作詞：戸田昭吾
  - 作曲：たなかひろかず
  - 編曲・アコーディオン：coba
  - 歌：松本梨香
3. ひとりぼっちじゃない <instrumental>
4. めざせポケモンマスター2002 <instrumental>